# کفر عقب
کفر عقب (عربی: كفر عقب) نام منطقه و محله‌ای در نزدیکی قدس در فلسطین اشغالی است.